# (726) Joëlla
Pour les articles homonymes, voir Joëlle.
(726) Joëlla est un astéroïde de la ceinture principale découvert le 22 novembre 1911 par l'astronome américain Joel Metcalf.
Sa désignation provisoire était 1911 NM.